# Средно училище „Васил Левски“ (Карлово)
Средно училище „Васил Левски“ е средно училище в Карлово.

## История
1887 г. Открива се непълна мъжка гимназия;
1907 г. Прислугата оставя незагасена печка и цялата сграда изгаря.
1908 г. С дарения и доброволен труд на карловци е построена нова сграда;
На 26 юни 1914 г. с писмо №13122 Министерството на народното просвещение разрешава през учебната 1914 – 1915 година да стане Пълна общинска гимназия;
На 9 септември Околийският съвет, Карлово приема предложението на учителския колектив гимназията да се именува „Васил Левски“.
1915 г. На 22 януари Министерството на народното просвещение издава заповед, с която разрешава училището да носи името Мъжка гимназия „Васил Левски“, а 6 февруари (19 февруари) да бъде патронен празник.
1938 г., 19 февруари. Освещава се гимназиалното знаме.
1957 г., 24 май. Училището е наградено с орден „Кирил и Методий“, I степен.
1975 г., 1 септември. С решение на отдел „Народна просвета“ при ОНС. Пловдив гимназията се обединява със средния курс на НОУ „Васил Коларов“ в Единно средно политехническо училище „Васил Левски“, от V до XI клас.
1978 г. Училището е наградено с орден „Червено знаме“.
1990 г. Училището става Средно общообразователно училище „Васил Левски“, от V до XII клас.
1998 г. Със заповед №РД-14-84 от 4 август министърът на образованието и науката преобразува НУ „Доктор Иван Богоров“ и СОУ „Васил Левски“ в СОУ „Васил Левски“, от I до XII клас.